# ジュリオ・クローヴィオの肖像
『ジュリオ・クローヴィオの肖像』（ジュリオ・クローヴィオのしょうぞう、伊: Ritratto di Giulio Clovio、英: Portrait of Giulio Clovio）は、ギリシャ・クレタ島出身であるマニエリスム期のスペインの巨匠エル・グレコが、ローマに滞在していた1571年頃にキャンバス上に油彩で制作した肖像画である。エル・グレコは1570年11月までにヴェネツィアからローマに移住し、ファルネーゼ宮殿に寄寓した。この時にエル・グレコをアレッサンドロ・ファルネーゼ枢機卿に仲介したのが、本作に描かれている細密画家ジュリオ・クローヴィオである。作品はナポリのカポディモンテ美術館に所蔵されている。

## 作品

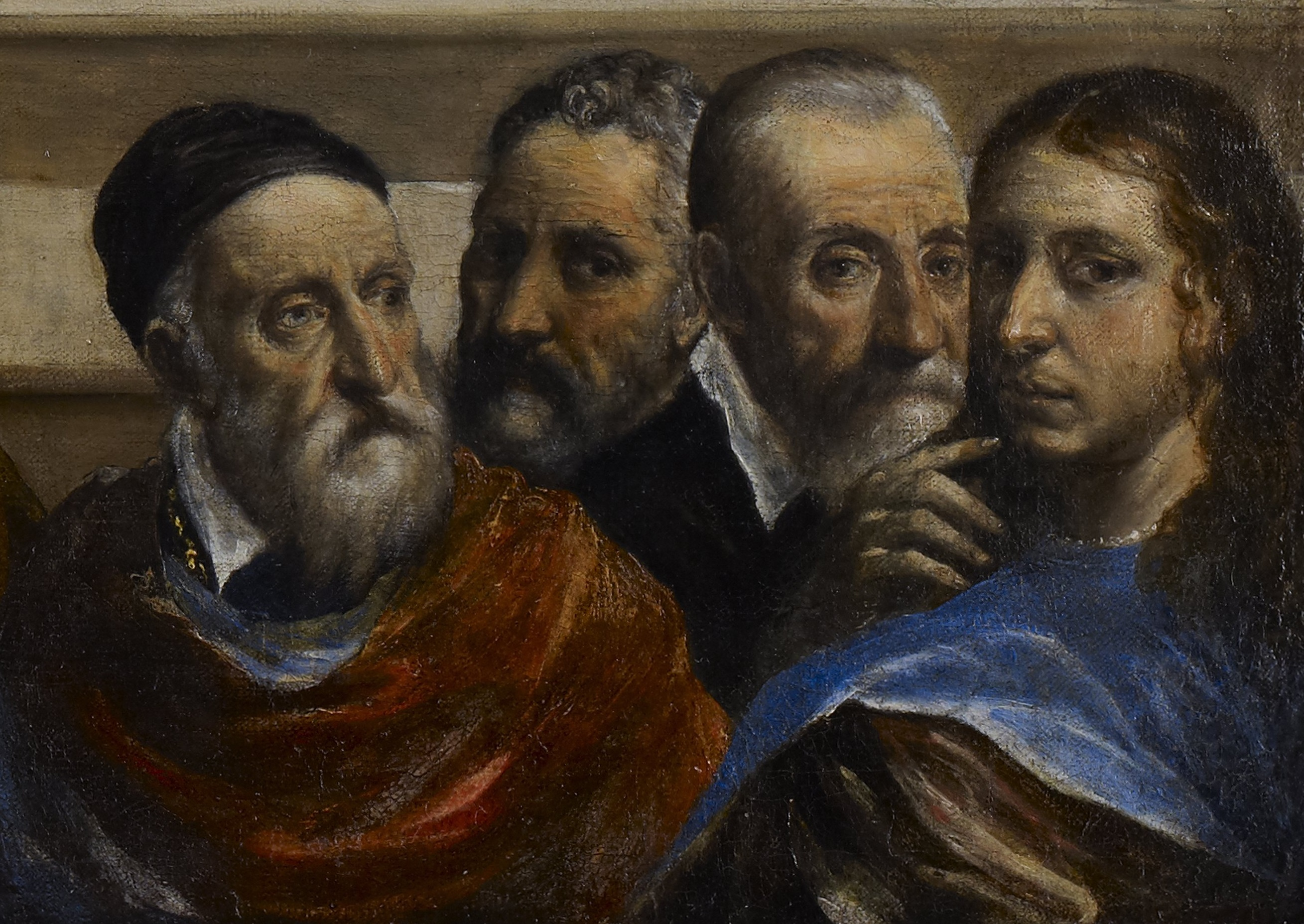
エル・グレコ『神殿を浄めるキリスト』(1570-1575年) の右下部分。右から2人目はジュリオ・クローヴィオ。 (ミネアポリス美術館)

ジュリオ・クローヴィオは1570年の11月16日に彼のパトロンであったアレッサンドロ・ファルネーゼ枢機卿に宛てた手紙の中で、「カンディア出身のティツィアーノの弟子」について言及しているが、この人物がクレタ島カンディア出身のエル・グレコであることは間違いない。枢機卿は建築、工藝に強い関心を持っていたが、絵画には無頓着でクローヴィオを初めとする美術顧問に画家の登用や絵画の作品選定を任せていた。当時、無名だったエル・グレコにはそれが幸いしたのであろう。古代彫刻や絵画の一大コレクションを所有してファルネーゼ邸で、エル・グレコは、枢機卿の文芸顧問かつ蔵書監督であった人文主義者フルヴィオ・オルシ―ニやクローヴィオの影響を受けつつ、多くを学んだ。その成果は、『ロウソクに火を灯す少年』 (カポディモンテ美術館) や『盲人の治癒』(パルマ国立美術館) に現れている。
この肖像画で、ジュリオ・クローヴィオが手に持つのは『ファルネーゼ時祷書』(モルガン・ライブラリー蔵) である。自身が手掛けた細密画の『天地創造』と『聖家族』の挿絵を指し示すポーズと表情には「小品のミケランジェロ」とも称された細密画の第一人者としての矜持がうかがわれる。本作はエル・グレコ最初の肖像画であるが、後に渡ったスペインのトレドで描くことになる貴紳の肖像画を十分に予想させるものとなっている。なお、エル・グレコは1570年以前に描いた『神殿を浄めるキリスト』(ミネアポリス美術館) の右手前にいる4人物の中 (右側から2人目) にもジュリオ・クローヴィオの肖像を描いている。